# Partido Nazonalista Republicano de Ourense
El Partido Nazonalista Republicano de Ourense (en español, Partido Nacionalista Republicano de Orense) fue un partido republicano federal, de tendencia galleguista y católico de derechas, cuyo ámbito de actuación era la provincia gallega de Orense (España). Entre sus miembros estaban Otero Pedrayo, Vicente Risco, Florentino López Cuevillas , Xaquín Lorenzo, Eleuterio Salgado, Arturo López Trasancos, Alvaro de las Casas Jose Luis Parente del Riego.
Su primer presidente y fundador será Ramón Otero Pedrayo el 15 de abril del 31.
Previamente antes de las elecciones municipales de 12 de abril de 1931, que desembocarían en la caída de la monarquía y la proclamación de la república; los nacionalistas de Ourense firman el 1 de abril de 1931, un manifiesto republicano-federal de 4 puntos que firmarán Amador Villar Amor, Vicente Risco, Ramón Otero Pedrayo, Florentino López Cuevillas, Arturo López Trasancos, Joaquin Lorenzo, Eleuterio Gonzalez, Ángel Martinez Doval, José R Fernández Oxea, Patricio Martín Sanchez, Carlos Guitian Fábregas, Jose M. Teijeiro, Ricardo Outeiriño, A Vazquez de Parga, Urbano Dominguez, Francisco Rodriguez y José Goyanes, seguido del programa del partido, y lo difunde a diferentes periódicos.
El Heraldo de Galicia de Ricardo Outeiriño se convertirá en un defensor de su causacon editoriales sobre sus principios, y la publicación del programa y ficha de afiliación:

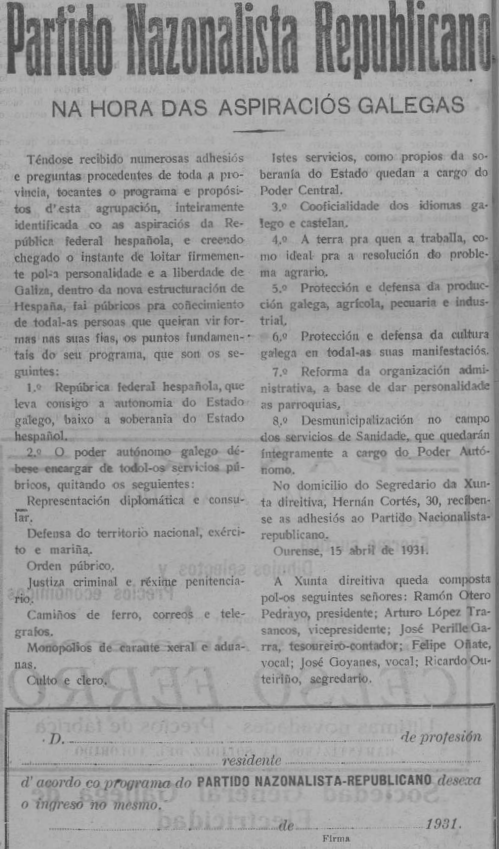
Ideario 20 de abril de 1931 y recogida de afiliación

1º República federal española, que lleva consigo la autonomía del estado gallego, bajo la soberanía del estado español.
2º El poder autónomo gallego se deberá encargar de todos los servicios públicos, a excepción de los siguientes:
Representación diplomática y consular.
Defensa del territorio nacional, ejercito y marina.
Orden público.
Justicia criminal y régimen penitenciario.
Ferrocarriles, correos y telégrafos.
Monopolios de carácter general y aduanas.
Culto y Clero
Estos servicios como propios de la soberanía del estado quedan a cargo del poder central.
3º Cooficialidad de los idiomas gallego y castellano.
4º La tierra para quien la trabaja, como ideal para la resolución del problema agrario.
5º Protección y defensa de la producción gallega, agrícola, pecuaria e industrial.
6º Protección y defensa de la cultura gallega en todas sus manifestaciones.
7º Reforma de la organización administrativa, a base de dar personalidad a las parroquias.
8º Desmunicipalización en el campo de los servicios sanitarios, que quedará íntegramente a cargo del poder autonomo.
En el domicilio del Secretario de la junta directiva, Hernán Cortés 30, se reciben las adhesiones al Partido nacionalista republicano.
Ourense, 15 de abril de 1931.
La junta directiva queda compuesta por los siguiente señores:
Presidente: Ramón Otero Pedrayo
Vicepresidente: Arturo López Trasancos
Tesorero-Contador: José Perille Garra
Vocales: Felipe Oñate, José Goyanes
Secretario: Ricardo Outeiriño
Su primer mitin se da en la Alameda de Ourense el 26 de abril de 1931aniversario del fusilamiento de los Mártires de Carral.
Contaba con 24 agrupaciones locales (la más numerosa era la de Orense, con 70 afiliados). Se fundó en 1931 para concurrir a las elecciones a Cortes Constituyentes de 1931, coaligado con la Federación Republicana Gallega y el Partido Republicano Radical Socialista. Ramón Otero Pedrayo salió elegido diputado con 35.443 votos, siendo el tercer diputado en votos de los nueve de la provincia (en Ourense capital había sido el primero con 2.139), pero Vicente Risco, con 19.615 votos (1.166 en la capital), quedó fuera de las Cortes. 
El 2 de agosto de 1931 se produce un incidente en un banquete en "Casa Juan de la Bombilla" en honor de los diputados, Castelao, Pedrayo y Vilar-Ponte, en la avenida de la Florida, por unas declaraciones de Otero Pedrayo sobre la obtención del estatuto. La prensa de diferente signo lo reflejará en sus publicacionesde forma acalorada.
Otero Pedrayo votara en contra de la redacción del artículo 26 de la constitución sobre la libertad religiosa, y en octubre de 1931 el diputado de este grupo firmará un manifiesto de diputados católicos en el congreso
Fue uno de los partidos que participó en la creación del Partido Galeguista en diciembre de 1931.
Se convoca el 29 de noviembre de 1931 a los delegados a una junta general extraordinaria, para votar la fusión con el resto de grupos nacionalistas.
En enero de 1932 se ratifican los acuerdos de la asamblea del Partido Galleguista de Pontevedra; pasando a llamarse Partido Galleguista grupo de Orense

### Resultados Ourense elecciones 28 de junio de 1931
Los resultados que obtuvo este efímero partido en las únicas elecciones a las que se presentó fueron:
|                                                                                              |                                                                                              | Orense Capital       | Provincia           | Obtine acta de diputado |
| Luis Fábregas Coello                                                                         | Partido Republicano Radical (PRR)                                                            | 1.390                | 41.327              | Si                      |
| Basilio Alvarez Rodríguez                                                                    | Partido Republicano Radical (PRR)                                                            | 1.217                | 38.420              | Si                      |
| Ramón Otero Pedrayo                                                                          | Nazionalista Republicano                                                                     | 2.139                | 35.443              | Si                      |
| Alfonso Pazos Cid                                                                            | Partido Republicano Radical Socialista (PRRS)                                                | 1.720                | 31.464              | Si                      |
| Justo Villanueva Gómez                                                                       | Partido Republicano Radical (PRR)                                                            | 437                  | 30.714              | Si                      |
| Manuel Martinez Risco                                                                        | Acción Republicana (AR)                                                                      | 836                  | 29.761              | Si                      |
| José Calvo Sotelo                                                                            | Independiente                                                                                | 752                  | 27.493              | Si                      |
| Alfonso Quintana Pena                                                                        | Partido Socialista Obrero Español (PSOE)                                                     | 1.293                | 26.647              | Si                      |
| Manuel García Becerra                                                                        | Partido Republicano Radical Socialista (PRRS)                                                | 756                  | 26.460              | Si                      |
|                                                                                              |                                                                                              |                      |                     |                         |
| Angel Romero Cerdeiriña                                                                      | Acción Republicana (AR)                                                                      | 1.208                | 21.557              | No                      |
| Antonio Taboada Funcidor                                                                     | Independiente (Bugallista)                                                                   | 1.382                | 20.065              | No                      |
| Vicente Risco                                                                                | Nazionalista Republicano                                                                     | 1.166                | 19.615              | No                      |
| Edmundo Estévez Álvarez                                                                      |                                                                                              | 355                  | 16.691              | No                      |
| Eloy Luis André                                                                              |                                                                                              | 210                  | 15.982              | No                      |
| Anselmo López García                                                                         | Radical Socialista                                                                           | 1.261                | 15.791              | No                      |
| Eladio López Pérez                                                                           |                                                                                              | 291                  | 15.190              | No                      |
| Manuel Suárez Castro                                                                         | Socialista                                                                                   | 1.009                | 14.935              | No                      |
| Eugenio Montes Dominguez                                                                     |                                                                                              | 640                  | 14.457              | No                      |
| Antonio Gonzalez Refojo (magistral de la catedral)                                           | Antonio Gonzalez Refojo (magistral de la catedral)                                           | 455                  | 10.219              | No                      |
| Mariano Vidal Leira (parroco de Amarante)                                                    | Mariano Vidal Leira (parroco de Amarante)                                                    | 33                   | 6.421               | No                      |
| Octavio Lezón                                                                                |                                                                                              | 34                   | 6.316               | No                      |
| Antonio Gonzalez García                                                                      |                                                                                              |                      | 6.316               | No                      |
| Tertuliano Hervella                                                                          |                                                                                              |                      | 4.653               | No                      |
| Luis Espada Guntín                                                                           |                                                                                              | 397                  | 2.883               | No                      |
| David Araujo Salas (Capellán castrense)                                                      | David Araujo Salas (Capellán castrense)                                                      |                      | 2.509               | No                      |
| Javés M. Alvarez Estévez                                                                     |                                                                                              | 34                   | 2.151               | No                      |
| Roberto Blanco Torres                                                                        |                                                                                              | 34                   | 1.829               | No                      |
| Máximo Rodríguez Rodríguez                                                                   |                                                                                              |                      | 1.755               | No                      |
| Antonio Berjón (Dean de la SIC de Menorca)                                                   | Antonio Berjón (Dean de la SIC de Menorca)                                                   |                      | 245                 | No                      |
|                                                                                              | Total votos                                                                                  | 19.049               | 487.309             |                         |
|                                                                                              |                                                                                              |                      | Provincia de Orense |                         |
| Elecciones generales de Diputados a Cortes Constituyentes verificadas el 28 de junio de 1931 | Elecciones generales de Diputados a Cortes Constituyentes verificadas el 28 de junio de 1931 | Población de derecho | 476.336             |                         |
|                                                                                              |                                                                                              | Electores censo 1931 | 107.202             |                         |
|                                                                                              |                                                                                              | Número de votantes   | 72.567              |                         |